# Jorge Lardé y Arthés
Jorge Lardé y Arthés (San Salvador, 21 de septiembre de 1891 - ibidem, 23 de julio de 1928) fue un científico salvadoreño. Era conocido como El Sabio por sus contemporáneos.
Obtuvo el grado de bachiller en Ciencias y Letras, y ejerció como profesor de educación secundaria. Se dedicó al estudio de vulcanología, sismología e historia de El Salvador, y realizó exploraciones arqueológicas en las zonas de Chalchuapa y Cihuatán. Escribió varios artículos sobre folklore, etimología y antropología, que fueron reunidos en la obra póstuma El Salvador antiguo.
Asimismo, dirigió el Observatorio Sismológico de El Salvador; la Revista de Etnología, Arqueología y Lingüística; y la revista La Escuela Salvadoreña. Además fue miembro fundador de la Sociedad de Americanistas y Geografía de El Salvador; miembro de número de la Academia Salvadoreña de la Historia en 1927; y miembro correspondiente de la Universidad de Wurzburgo de Alemania.
También fue autor de El terremoto del 6 de septiembre de 1915 y demás terremotos de El Salvador (1916); La población de El Salvador: su origen y distribución geográfica (1921); El volcán de Izalco (1923); Arqueología cuscatleca (1924); y  Geología general de Centro América y especial de El Salvador (1924). En 1948, su sepulcro fue declarado Monumento Nacional de la República por parte de la Asamblea Legislativa de El Salvador. 
Lardé y Arthés contrajo nupcias con la profesora  Benigna Larín Cea, quien en 1951 fue galardonada con la “Medalla al mérito magisterial Dr. Darío González”. El matrimonio procreó a Jorge Lardé y Larín, notable historiador salvadoreño. Fue además hermano de la poetisa Alice Lardé de Venturino, la pintora Zélie Lardé y tío de Alicia Lardé López-Harrison, física y esposa del científico John Forbes Nash.